# San Bernardino County
San Bernardino County je okres ve státě Kalifornie v USA. K roku 2010 zde žilo 2 035 210 obyvatel.
San Bernardino County je se svou plochou 52 072 km2 největším okresem kontinentálních Spojených států amerických. Je také větší než kterýkoliv z 9 nejmenších států USA a zároveň větší než 4 nejmenší státy USA dohromady. Rozlohou je také větší než Slovensko, Bosna a Hercegovina a Kostarika.
Správním městem okresu je San Bernardino.